# Sham (film)
Sham is een Amerikaanse stomme film uit 1921 onder regie van Thomas N. Heffron. De hoofdrollen worden vertolkt door Ethel Clayton, Theodore Roberts en Sylvia Ashton. Het scenario is gebaseerd op het gelijknamig toneelstuk van Elmer Harris en Geraldine Bonner. Destijds werd de film in Nederland uitgebracht onder de titel Als de nood het hoogst is! De film is wellicht zoekgeraakt.

## Verhaal
Katherine Van Riper, een society-meisje met een extravagante smaak, krijgt van haar spilzieke vader maar een kleine toelage en kan haar schuldeisers niet betalen. Haar rijke tantes en oom weigeren haar te helpen en in al haar wanhoop overweegt ze zelfs om met de rijke Montee Buck te trouwen, hoewel ze verliefd is op Tom Jaffrey. Uiteindelijk besluit ze om de familiejuwelen te verkopen om haar schulden af te betalen, maar ze ontdekt dat het imitaties zijn en dat haar vader de echte juwelen jaren geleden verkocht heeft. Montee krijgt van de tantes de verzekering dat Katherine met hem zal trouwen en vertelt dit aan Tom. Tom staat op het punt om de stad te verlaten wanneer haar oom James tussenbeide komt en Katherines schulden afbetaalt, waardoor ze vrij is om met Tom te trouwen.

## Rolverdeling
| Acteur               | Personage           |
| -------------------- | ------------------- |
| Ethel Clayton        | Katherine Van Riper |
| Clyde Fillmore       | Tom Jaffrey         |
| Theodore Roberts     | Jeriamiah Buck      |
| Sylvia Ashton        | Tante Bella         |
| Walter Hiers         | Montee Buck         |
| Helen Dunbar         | Tanta Louisa        |
| Arthur Edmund Carewe | Bolton              |
| Tom Ricketts         | Oom James           |
| Blanche Gray         | Clementine Vickers  |
| Eunice Burnham       | Maud Buck           |
| Carrie Clark Ward    | Rosie               |